# S.H.M.B Noor Chowdhury
Pour les articles homonymes, voir Chowdhury.
'S.H.M.B Noor Chowdhury', est un officier de l'armée bangladaise qui a été condamné pour l'assassinat de Sheikh Mujibur Rahman, président du Bangladesh, et pour sa participation au meurtre de quatre dirigeants nationaux dans le cadre du Jail Killing Day. Il est actuellement un fugitif et se cache au Canada. Le gouvernement canadien a refusé de l'extrader car il risque la peine de mort au Bangladesh.

## Carrière
En 1974, Noor était un major de l'armée du Bangladesh dans l'unité First Bengal Lancer. Un major des lanciers, Shariful Haque Dalim, avait eu une bagarre avec les fils du leader de la Ligue Awami du Bangladesh, Gazi Golam Mostafa. Des officiers des lanciers ont alors mis à sac la maison de Mostafa. Ces officiers, dont Dalim et Noor, ont perdu leurs commissions dans l'armée. En mai ou juin 1975, Noor et d'autres officiers ont rencontré Khondaker Mostaq Ahmad pour parler du complot visant à écarter Sheikh Mujib du pouvoir. Les officiers souhaitaient renverser le gouvernement laïque de Sheikh Mujib et le remplacer par une loi islamique sous la direction de Khondaker Mostaq.
Le 14 août 1975, les officiers de l'armée se sont réunis pour mettre au point leurs plans pour le lendemain. Noor a été placé dans l'équipe qui devait attaquer la résidence de Sheikh Mujib, le président du Bangladesh. Noor et le major Mohammad Bazlul Huda ont tiré et tué Sheikh Mujib alors qu'il descendait les escaliers,.
L'attaque du 15 août 1975 a tué Sheikh Mujibur Rahman et la plupart des membres de sa famille. Après le coup d'État, Noor a été affecté à l'ambassade du Bangladesh à Téhéran en tant que deuxième secrétaire. En 1996, lorsqu'un gouvernement de la Ligue Awami est élu au pouvoir, Noor est rappelé au Bangladesh. Il a refusé de se conformer à l'ordre du gouvernement et a perdu son emploi en conséquence.
Le 3 novembre 1975, l'ancien président par intérim Syed Nazrul Islam, l'ancien premier ministre Tajuddin Ahmad, l'ancien ministre des finances Muhammad Mansur Ali et l'ancien ministre de l'intérieur Abul Hasnat Muhammad Kamaruzzamann ont été tués par des officiers mutinés dans la prison centrale de Dacca.

## Jugement
Le Metropolitan Sessions Judge's Court de Dacca l'avait condamné à la prison à vie pour le meurtre de quatre dirigeants nationaux du Bangladesh dans l'affaire de la tuerie de la prison de 1975. Onze autres accusés ont été condamnés à la prison à vie et trois à la peine capitale,. Le 28 août, la Haute Cour du Bangladesh a confirmé sa condamnation à perpétuité,. La Cour suprême du Bangladesh a qualifié l'assassinat de la prison de conspiration criminelle après avoir confirmé les peines des accusés le 1er décembre 2015. Les majors présents à Bangabhaban ont demandé au geôlier de la prison de Dacca de permettre aux assassins d'accéder aux quatre leaders.

## Extradition
Le gouvernement canadien a refusé d'extrader Noor car ce dernier a été condamné à mort au Bangladesh. Le gouvernement canadien s'est montré disposé à résoudre la question avec le Bangladesh par des discussions. Le Canada n'aurait pas approuvé sa demande d'asile politique,. Noor a clamé son innocence dans une interview accordée à la Canadian Broadcasting Corporation.